# Кривцова, Лариса Валентиновна
Лари́са Валентиновна Кривцо́ва (1 января 1949, местечко Эржвилкас, Эржвилкское староство, Юрбаркский район) — советский и российский журналист, телеведущая, продюсер, сценарист и режиссёр, медиаменеджер, издатель.

## Биография
Родилась 1 января 1949 года в местечке Эржвилкас (Литва) в семье военнослужащего. В 3 года вместе с семьёй переехала в Клайпеду, спустя три года — во Владивосток, затем в Ярославль, позже — в Москву.

### Образование
В 1974 году окончила Ярославский государственный педагогический институт по специальности «русский язык и литература» (историко-филологический факультет). После этого она поступила в Ярославское театральное училище (актёрский факультет), которое окончила в 1976 году.
В интервью газете «Комсомольская правда» об учёбе в ЯГПИ вспоминала так:
Мне посчастливилось учиться у лучших профессоров, которые лично знали Маяковского, Есенина… Большое спасибо учителю советской литературы Маргарите Ваняшовой. Помню, как по вечерам мы все вместе шли из института, читали вслух стихи, которые она задавала выучить. Лекции казались настоящими театральными представлениями. А институтский театр? Спектакли шли один — два раза в год, поэтому каждый был большим событием. Мы ставили «А зори здесь тихие» Бориса Васильева, в котором я играла Женечку Камелькову. В «Божественной комедии» Данте — первую женщину Адама.

В 1986 году окончила факультет журналистики Московской высшей партийной школы.

### Карьера
В журналистике с 1980 года (ведущая и режиссёр Ярославской студии телевидения).
1987 год — корреспондент программы «Подмосковье» Московской редакции ЦТ.
В 1990 году — автор цикла журналистских расследований «Из жизни современных Маугли» (Московская программа ЦТ), посвящённого проблемам детских домов.
В 1991—1997 годах — ведущая программ «Добрый вечер, Москва!» и «Жизнь столицы» (МТК).
В 1996—1997 годах — автор и ведущая программы «Московское время-850» и телемарафона под этим же названием (МТК, затем «ТВ Центр»).
В 1997 году основала и возглавила продюсерскую компанию Творческая мастерская «Студия-А». Под её руководством вышло более трехсот документальных проектов на различных каналах, включая фильм «Профессия — проститутка» (ОРТ) о проблемах девушек в постсоветском пространстве.
С декабря 1997 года — постоянная ведущая и продюсер программ «Доброе утро» и спецпроектов, посвящённых 9 мая, выходивших на канале ОРТ (затем переименованном в «Первый канал»).
С 1999 по 2000 год — ведущая теледебатов кандидатов в депутаты Государственной думы и президента России на «ОРТ». Первой сообщила о теракте в подземном переходе на Пушкинской площади 8 августа 2000 года, позвонив прямо в эфир во время выпуска новостей, который вела Жанна Агалакова.
С 2001 по 2003 год — директор Дирекции утреннего телеканала («ОРТ»/«Первый канал»).
С 2001 по 2004 год — автор и продюсер ток-шоу «Большая стирка» («ОРТ»/«Первый канал»). С 2003 по 2007 год — одновременно директор Дирекции дневного вещания. Находясь в этой должности, была автором и ведущей документальных проектов «Встань и иди» и «Личная жизнь», в 2003—2004 годах — дневного ток-шоу «Город женщин», а в 2005 году — автором и продюсером ток-шоу «Большой обед».
2002 год — продюсер ток-шоу «Большой куш» (СТС).
С 2004 по 2007 год — издатель журнала «Город женщин».

Стояла у истоков многих популярных телепроектов. Сама об этом говорит:
Производных от наших ток-шоу много. «Малахов+» и «Модный приговор» изначально присутствовали в формате «Города женщин» и «Большого обеда». Из рубрики «ОТК», которая была придумана нами и до сих пор работает на «Добром утре», родилась программа «Контрольная закупка». Значит, мы правильно всё придумали.
Креативный продюсер художественного фильма «Обитель» (2010) (НТВ).
С декабря 2021 года — генеральный директор и продюсер телекомпании «Поле-ТВ», занимающейся производством телеигры «Поле чудес».

### Семья
Муж — Кривцов Валерий Евгеньевич, кандидат физико-математических наук, заведующий кафедрой Московского физико-технического института.
Сын — Кривцов Евгений Валерьевич, журналист, продюсер, режиссёр, оператор, ведущий. Окончил факультет международной журналистики МГУ в 2009 году, а также Высшие режиссёрские курсы (мастерская В. Хотиненко, В. Фенченко).

## Некоторые факты
- Своё кредо изложила лаконично:

Я вспоминаю, что в одном из произведений Курта Воннегута описана могильная плита, на которой всего два слова: «Он старался». Подобная эпитафия, мне кажется, вполне соответствовала бы моему самоощущению в этой жизни, хотя мне, конечно, хотелось бы, чтобы этот девиз как можно дольше звучал не в прошедшем, а в настоящем времени: «Она старается».